# Premi Oscar 2003
La 75ª edizione della cerimonia di premiazione dei Premio Oscar si è tenuta il 23 marzo 2003 al Kodak Theatre di Los Angeles. Il conduttore della serata è stato il comico Steve Martin.
Le candidature dei film in concorso - che, in base al regolamento, sono stati immessi sul circuito cinematografico nell'anno precedente, il 2002 - erano state rese pubbliche l'11 febbraio 2003.

## Vincitori e candidati
Vengono di seguito indicati in grassetto i vincitori. Ove ricorrente e disponibile, viene indicato il titolo in lingua italiana e quello in lingua originale tra parentesi.

### Miglior film
- Chicago, regia di Rob Marshall
- Gangs of New York, regia di Martin Scorsese
- Il pianista (The Pianist), regia di Roman Polański
- Il Signore degli Anelli - Le due torri (The Lord of the Rings: The Two Towers), regia di Peter Jackson
- The Hours, regia di Stephen Daldry

### Miglior regia
- Roman Polański - Il pianista (The Pianist)
- Pedro Almodóvar - Parla con lei (Hable con ella)
- Rob Marshall - Chicago
- Stephen Daldry - The Hours
- Martin Scorsese - Gangs of New York

### Miglior attore protagonista
- Adrien Brody - Il pianista (The Pianist)
- Nicolas Cage - Il ladro di orchidee (Adaptation.)
- Michael Caine - The Quiet American
- Daniel Day-Lewis - Gangs of New York
- Jack Nicholson - A proposito di Schmidt (About Schmidt)

### Migliore attrice protagonista
- Nicole Kidman - The Hours
- Salma Hayek - Frida
- Diane Lane - L'amore infedele - Unfaithful (Unfaithful)
- Julianne Moore - Lontano dal paradiso (Far from Heaven)
- Renée Zellweger - Chicago

### Miglior attore non protagonista
- Chris Cooper - Il ladro di orchidee (Adaptation.)
- Ed Harris - The Hours
- Paul Newman - Era mio padre (Road to Perdition)
- John C. Reilly - Chicago
- Christopher Walken - Prova a prendermi (Catch Me If You Can)

### Migliore attrice non protagonista
- Catherine Zeta-Jones - Chicago
- Kathy Bates - A proposito di Schmidt (About Schmidt)
- Queen Latifah - Chicago
- Julianne Moore - The Hours
- Meryl Streep - Il ladro di orchidee (Adaptation.)

### Miglior sceneggiatura non originale
- Ronald Harwood - Il pianista (The Pianist)
- Charlie Kaufman e Donald Kaufman[2] - Il ladro di orchidee (Adaptation.)
- Bill Condon - Chicago
- David Hare - The Hours
- Peter Hedges, Chris Weitz, Paul Weitz - About a Boy - Un ragazzo (About a Boy)

### Miglior sceneggiatura originale
- Pedro Almodóvar - Parla con lei (Hable con Ella)
- Jay Cocks, Steven Zaillian e Kenneth Lonergan - Gangs of New York
- Todd Haynes - Lontano dal paradiso (Far from Heaven)
- Nia Vardalos - Il mio grosso grasso matrimonio greco (My Big Fat Greek Wedding)
- Alfonso Cuarón e Carlos Cuarón - Y tu mamá también - Anche tua madre (Y tu mamá también)

### Miglior film straniero
- Nowhere in Africa (Nirgendwo in Afrika), regia di Caroline Link (Germania)
- Hero (Ying xiong), regia di Zhang Yimou (Cina)
- L'uomo senza passato (Mies vailla menneisyytta), regia di Aki Kaurismäki (Finlandia)
- Il crimine di padre Amaro (El Crimen del padre Amaro), regia di Carlos Carrera (Messico)
- Zus & zo, regia di Paula van der Oest (Paesi Bassi)

### Miglior film d'animazione
- La città incantata (Sen to Chihiro no kamikakushi), regia di Hayao Miyazaki
- L'era glaciale (Ice Age), regia di Chris Wedge
- Lilo & Stitch, regia di Dean DeBlois e Chris Sanders
- Spirit - Cavallo Selvaggio (Spirit: Stallion of the Cimarron), regia di Kelly Asbury e Lorna Cook
- Il pianeta del tesoro (Treasure Planet), regia di Ron Clements e John Musker

### Miglior fotografia
- Conrad L. Hall - Era mio padre (Road to Perdition)
- Dion Beebe - Chicago
- Edward Lachmann - Lontano dal paradiso (Far from Heaven)
- Michael Ballhaus - Gangs of New York
- Paweł Edelman - Il pianista (The Pianist)

### Miglior scenografia
- John Myhre e Gordon Sim - Chicago
- Felipe Fernandez del Paso e Hania Robledo - Frida
- Dante Ferretti e Francesca Lo Schiavo - Gangs of New York
- Grant Major, Dan Hennah e Alan Lee - Il Signore degli Anelli - Le due torri (The Lord of the Rings: The Two Towers)
- Dennis Gassner e Nancy Haigh - Era mio padre (Road to Perdition)

### Migliori costumi
- Colleen Atwood - Chicago
- Julie Weiss - Frida
- Sandy Powell - Gangs of New York
- Ann Roth - The Hours
- Anna Sheppard - Il pianista (The Pianist)

### Miglior trucco
- John Jackson e Beatrice De Alba - Frida
- John M. Elliott jr. e Barbara Lorenz - The Time Machine

### Migliori effetti speciali
- Jim Rygiel, Joe Letteri, Randall William Cook e Alex Funke - Il Signore degli Anelli - Le due torri (The Lord of the Rings: The Two Towers)
- John Dykstra, Scott Stokdyk, Anthony LaMolinara e John Frazier - Spider-Man
- Rob Coleman, Pablo Helman, John Knoll e Ben Snow - Star Wars: Episodio II - L'attacco dei cloni (Star Wars: Episode II - Attack of the Clones)

### Miglior montaggio
- Martin Walsh - Chicago
- Thelma Schoonmaker - Gangs of New York
- Peter Boyle - The Hours
- Michael J. Horton - Il Signore degli Anelli - Le due torri (The Lord of the Rings: The Two Towers)
- Hervé de Luze - Il pianista (The Pianist)

### Miglior sonoro
- Michael Minkler, Dominick Tavella e David Lee - Chicago
- Tom Fleischman, Eugene Gearty e Ivan Sharrock - Gangs of New York
- Christopher Boyes, Michael Semanick, Michael Hedges e Hammond Peek - Il Signore degli Anelli - Le due torri (The Lord of the Rings: The Two Towers)
- Scott Millan, Bob Beemer e John Patrick Pritchet - Era mio padre (Road to Perdition)
- Kevin O'Connell, Greg P. Russell e Ed Novick - Spider-Man

### Miglior montaggio sonoro
- Ethan Van der Ryn e Michael Hopkins - Il Signore degli Anelli - Le due torri (The Lord of the Rings: The Two Towers)
- Richard Hymns e Gary Rydstrom - Minority Report
- Scott A. Hecker - Era mio padre (Road to Perdition)

### Migliore colonna sonora
- Elliot Goldenthal - Frida
- John Williams - Prova a prendermi (Catch Me If You Can)
- Elmer Bernstein - Lontano dal paradiso (Far from Heaven)
- Philip Glass - The Hours
- Thomas Newman - Era mio padre (Road to Perdition)

### Miglior canzone
- Lose Yourself, musica di Eminem, Jeff Bass e Luis Resto, testo di Eminem - 8 Mile
- I Move On, musica di John Kander e testo di Fred Ebb - Chicago
- Burn in Blue, musica di Elliot Goldenthal e testo di Julie Taymor - Frida
- The Hands That Built America, musica e testo degli U2 - Gangs of New York
- Father and Daughter, musica e testo di Paul Simon - La famiglia della giungla (The Wild Thornberry Movie)

### Miglior documentario
- Bowling a Columbine, regia di Michael Moore
- Daughter from Danang, regia di Gail Dolgin e Vicente Franco
- Prisoner of Paradise, regia di Malcolm Clarke e Stuart Sender
- Spellbound, regia di Jeffrey Blitz
- Il popolo migratore (Le peuple migrateur), regia di Jacques Perrin

### Miglior cortometraggio
- Der er en yndig mand, regia di Martin Strange-Hansen e Mie Andreasen
- Fait d'hiver, regia di Dirk Belien e Anja Daelemans
- J'attendrai le suivant..., regia di Philippe Orreindy e Thomas Gaudin
- Inja, regia di Steve Pasvolsky e Joe Weathersone

### Miglior cortometraggio documentario
- Twin Towers, regia di Bill Guttentag, Robert David Port
- The Collector of Bedford Street, regia di Alice Elliott
- Mighty Times: The Legacy of Rosa Parks, regia di Robert Houston
- Why Can't We Be a Family Again?, regia di Roger Weisberg e Murray Nossel

### Miglior cortometraggio d'animazione
- The Chubbchubbs, regia di Eric Armstrong
- Das Rad, regia di Chris Stenner e Heidi Wittlinger
- Katedra, regia di Tomek Baginski
- Mt. Head, regia di Koji Yamamura

## Premi speciali

### Premio alla carriera
- Peter O'Toole, il cui indelebile talento ha lasciato traccia nella storia del cinema con alcune delle sue memorabili interpretazioni.